# Bulbostylis neglecta
Bulbostylis neglecta là một loài thực vật có hoa trong họ Cói. Loài này được (Hemsl.) C.B.Clarke mô tả khoa học đầu tiên năm 1894.

## Hình ảnh

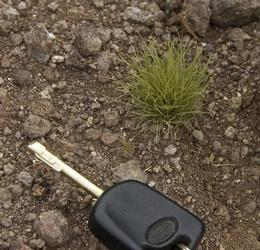